# Dataria Apostolska
Dataria Apostolska (także Dataria rzymska (łac. Dataria romana)) – w przeszłości jeden z najważniejszych urzędów Kurii Rzymskiej. Największe znaczenie zdobyła w XVII wieku. Urzędem kierował prałat – Datariusz Jego Świątobliwości, gdy urząd pełnił natomiast kardynał – Prodatariusz Jego Świątobliwości. Duchowny ten nazywany był okiem papieża. Została zniesiony przez papieża Pawła VI 15 sierpnia 1967 roku na mocy konstytucji apostolskiej Regimini Ecclesiae Universae.

## Historia i kompetencje na przestrzeni lat
Dataria Apostolska powstała w końcu XIV wieku jako samodzielny urząd w ramach Kancelarii Apostolskiej dla załatwiania spraw z zakresu prawno-zewnętrznego (forum externum), dotyczących dyspens, indultów, przywilejów i zarezerwowanych beneficjów, oraz sporządzania odpowiednich dokumentów opatrzonych datą, od której zależała ich skuteczność prawna, a także ustalania i ściągania opłat za przydzielone urzędy. Papież Sykstus V w wydanym 5 kwietnia 1588 brewe Decet Romanům Pontificem przydzielił jej sprawy dyspens od przeszkód małżeńskich i do święceń kapłańskich oraz wyodrębnił z Kancelarii Apostolskiej. Papież Benedykt XIV w konstytucji Gravissimum Ecclesiae z 26 listopada 1745 włączył do jej kompetencji beneficja niekonsystorskie zastrzeżone dla Stolicy Apostolskiej i określił szczegółowiej tryb wysyłania pism urzędowych. W 1901 Leon XIII podzielił ją na trzy sekcje: do spraw beneficjów, dyspens małżeńskich i święceń kapłańskich oraz spraw administracyjno-gospodarczych. Papież Pius X konstytucją Sapienti Consilio z 29 czerwca 1908 ograniczył zakres jej działania jedynie do beneficjów niekonsystorskich. Papież Paweł VI, po zniesieniu datarii, powierzył funkcje wysyłania pism papieskich specjalnej instytucji w Sekretariacie Stanu Stolicy apostolskiej.

## Lista datariuszy i prodatariuszy Jego Świątobliwości[1]

### Datariusze
- Giovanni Feys (1418–1424)
- Mirosław Brudzewski (1424–1427)
- Bartolomeo Vignati (1427?–1431)
- Maffeo Vegio (1431?–1455)
- Cosimo Di Monserrato (1455–1458)
- Lorenzo Roverella (1459–1471)
- Giovanni Battista Cibo (1471–1473), papież Innocenty VIII w latach 1484–1492
- Francesco Di Toledo (1473„1479)
- Stefano Morel (1479–1484)
- Antoniotto Pallavicini (1484–1489)
- Giovanni Sacchi (1489–1492)
- Juan López (1492–1496)
- Giovanni Battista Ferrari, datariusz (1496–1500), kardynał prodatariusz (1500–1502)
- Juan Ortega de Gomiel (1502–1503)
- Ottaviano Capocci (1503)
- Fabio Santori (1503–1505)
- Giovanni Gozzadini (1505–1507)
- Francesco Argentino (1507–1511)
- Lorenzo Pucci (1511–1513)
- Silvio Passerini (1513–1517)
- Luigi de’ Rossi, kardynał prodatariusz (1517–1519)
- Matteo Giberti (1519–1522)
- Willem van Enckevoirt, datariusz (1522–1523), kardynał prodatariusz (1523)
- Matteo Giberti [ponownie] (1523–1527)
- Giovanni Battista Bonciani (1527–1528)
- Bertrando Clerici (1528)
- Tommaso Cortesi (1528–1533)
- Johannes Jungen Winkel (1533–1534)
- Cristoforo Giacobazzi (1534–1536)
- Pietro Durante (1537–1539)
- Vincenzo Durante (1539–1541)
- Girolamo Recanati Capodiferro (1541–1544)
- Nicola Venceyus (1544–1550)
- Sebastiano Antonio Pighini (1550–1552)
- Giulio Canani (1552–1555)
- Gianbattista Osio (1555–1556)
- Francesco Bacodie (1556–1560)
- Ludovico Simonetta (1560–1561)
- Francesco Alciati (1561–1565)
- Marco Antonio Maffei (1566–1570)
- Antonio Marchesani (1570–1572)
- Matthieu Cointerel, datariusz (1572–1583), kardynał prodatariusz (1583–1585)
- Ippolito Aldobrandini, datariusz (1585), kardynał prodatariusz (1585–1587), papież Klemens VIII w latach 1592–1605
- Giovanni Evangelista Pallotta, datariusz (1587), kardynał prodatariusz (1587–1590)
- Lucio Sassi, datariusz (1590–1593), kardynał prodatariusz (1593–1604)
- Bernardino Paoloni (1604–1605)
- Pompeo Arrigoni, kardynał prodatariusz (1605–1607)
- Michelangelo Tonti, datariusz (1607–1608), kardynał prodatariusz (1608–1611)
- Aurelio Maraldi (1611–1621)
- Francesco Sacrati (1621)
- Ulpiano Volpi (1621–1623)
- Clemente Merlini (1623)
- Giacomo Cavalieri (1623–1626)
- Fabio Lagonissa (1626–1627)
- Egidio Orsini (1627–1644)
- Domenico Cecchini, datariusz (1644), kardynał prodatariusz (1644–1652)
- Giovanni Bertucci (1652–1655)
- Giacomo Corradi, kardynał prodatariusz (1655–1666)
- Pietro Vito Ottoboni, kardynał prodatariusz (1667–1670), papież Aleksander VIII w latach 1689–1691
- Gaspare Carpegna, kardynał prodatariusz (1670–1676)
- Stefano Agostini, datariusz (1676–1681), kardynał prodatariusz (1681–1683)
- Francesco Liberati (1683–1689)
- Bandino Panciatici, datariusz (1689–1690), kardynał prodatariusz (1690–1700)
- Giuseppe Sacripante, kardynał prodatariusz (1700–1721)
- Pier Marcellino Corradini, kardynał prodatariusz (1721–1730)
- Francesco Antonio Valenti (1730–1731)

### Kardynałowie prodatariusze
- Antonio Saverio Gentili, datariusz (1731), kardynał prodatariusz (1731–1740)
- Pompeo Aldrovandi (1740–1743)
- Giovanni Giacomo Millo, datariusz (1743–1753), kardynał prodatariusz (1753–1757)
- Carlo Alberto Guidobono Cavalchini (1758–1774)
- Vincenzo Malvezzi Bonfioli (1774–1775)
- Andrea Negroni (1775–1789)
- Filippo Campanelli (1789–1795)
- Aurelio Roverella (1795–1808)
- Alessandro Mattei (1808–1820)
- Giulio Gabrielli (1820–1822)
- Antonio Gabriele Severoli (1823–1824)
- Bartolomeo Pacca (1824–1844)
- Ugo Pietro Spinola (1844–1858)
- Mario Mattei (1858–1870)
- Luigi Vannicelli Casoni (1870–1877)
- Carlo Sacconi (1877–1889)
- Angelo Bianchi (1889–1897)
- Gaetano Aloisi Masella (1897–1902)
- Angelo Di Pietro (1902–1908)

### Kardynałowie datariusze
- Angelo Di Pietro (1908–1914)
- Vincenzo Vannutelli (1914–1930)
- Raffaele Scapinelli di Léguigno (1930–1933)
- Luigi Capotosti, prodatariusz (1931–1933); kardynał datariusz (1933–1938)
- Federico Tedeschini (1938–1959)
- Paolo Giobbe (1959–1967)